# Bonderups kyrka
Bonderups kyrka är en kyrkobyggnad i Bonderup. Den tillhör Dalby församling, tidigare Bonderups församling, i Lunds stift.

## Kyrkobyggnaden
Kyrkan som uppfördes under 1100-1200-talen  byggdes ursprungligen i romansk stil med ett kor i öster som var smalare än långhuset. Under 1400-talet slogs valv, och 1850 byggdes ett torn i väster efter ritningar av Johan Fredrik Åbom. 1916 slog blixten ner i tornet. Tornet byggdes därefter om och dess karaktär förändrades.
I tornet hänger två klockor. Den äldre klockan är från 1536 men omgjuten 1859 och den nyare från 1945.

## Inventarier
- Altaruppsatsen är från 1600-talet.
- Johan Ullberg är upphovsman till predikstolen från 1763.
- En nyare dopfunt i sandsten är utförd efter ritningar av skulptören Ivar Ålenius Björk.

### Orgel
- Ett positiv med 3 stämmor köptes 1764 in på en aktion i Lund.[1]
- 1876 byggde Rasmus Nilsson, Malmö en orgel med 6 stämmor.
- Den nuvarande orgeln byggdes 1920 av A. Mårtenssons Orgelfabrik AB, Lund och är en pneumatisk orgel.

| Manual I      | Manual II   | Pedal      | Koppel   |
| Principal 8´  | Rörflöjt 8´ | Subbas 16´ | I/P      |
| Gedackt 8'    | Gemshorn 4' | Oktava 4´  | II/P     |
| Oktava 4'     | Flautino 2' |            | II/I     |
| Mixtur 3 chor |             |            | II 16'/I |
|               |             |            | II 4'/I  |